# Арчибальд Гілл
Арчибальд Вівієн Гілл (англ. Archibald Vivian Hill; 26 вересня 1886, Бристоль — 3 червня 1977, Кембридж) — англійський фізіолог, один з основоположників біофізики і дослідження операцій. Лауреат Нобелівської премії з фізіології і медицини в 1922 році (спільно з Отто Меєргофом) за праці в галузі термодинаміки м'язової діяльності.

## Біографія
Арчибальд Гілл народився в небагатій родині в Брістолі. Навчався в Школі Бланделла в Тівертоні. Йому вдавалося не кидати навчання через постійні звернення за стипендіями, які він вигравав завдяки високій успішності навчання, а також урокам, що він давав менш успішним учням.

## Науковий внесок
З 1910 року Гілл проводив експерименти з вимірювання теплопродукції м'язів жаби.

## Наукова школа
Гілл був керівником чималої кількості студентів і аспірантів. Серед його учнів був Фенг Те-Пей, який працював в Університетському коледжі Лондона 1930-1932 років, а в подальшому став директором Інституту фізіології в Шанхаї. У 1935-1939 роках аспірантом Гілла був Бернард Кац.

## Громадська та політична діяльність
У 1933 році Гілла було обрано віцепрезидентом організації Council for At-Risk Academics, що покликана допомагати вченим, які потерпають від війни чи переслідувань.
У 1940-1945 роках Гілла було обрано до Британського парламенту від Кембриджського університету.
Як секретар з біології Лондонського королівського товариства, Гілл був запрошений урядом Британської Індії провести аналіз наукової сфери Індії. Понад 4 місяці з 16 листопада 1943 року до 5 квітня 1944 року Гілл відвідував різні регіони та наукові установи Індії з метою скласти звіт з рекомендаціями щодо розвитку науки й технологій. Цей звіт, що його Гілл видав 1945 року містить цінну інформацію з історії науки й техніки Індії.

## Наукові праці
- Hill AV. The possible effects of the aggregation of the molecules of hemoglobin on its dissociation curves.J. Physiol.1910;40: (suppl. iv-vii).
- Hill AV.Science National and International and the basis of cooperation. Science 1941;93: 579-584.
- Hill AV.Trails and trials in Physiology. London. Arnold 1965.